# 233522 Moye
233522 Moye este o planetă minoră (asteroid) din centura de asteroizi. A fost descoperită pe 18 aprilie 2007 la observatoire des Pises⁠(d) de observatoire des Pises⁠(d). 
Obiectul prezintă o orbită caracterizată de o semiaxă mare de 2,4442236795816 UAi, o excentricitate de 0,16, o înclinație de 7,1 ° în raport cu ecliptica.